# Trönninge ängar naturreservat
Trönninge ängar är ett naturreservat i Halmstads kommun i Hallands län.
Området är skyddat som naturreservat sedan 2018 och är 151 hektar stort. Redan 1981 avsattes en del som fågelskyddsområde. Reservatet ligger öster om Fylleån och gränsar i väster med Hagöns naturreservat. Det är beläget 1 km från havet och 6 km söder om Halmstads centrum.

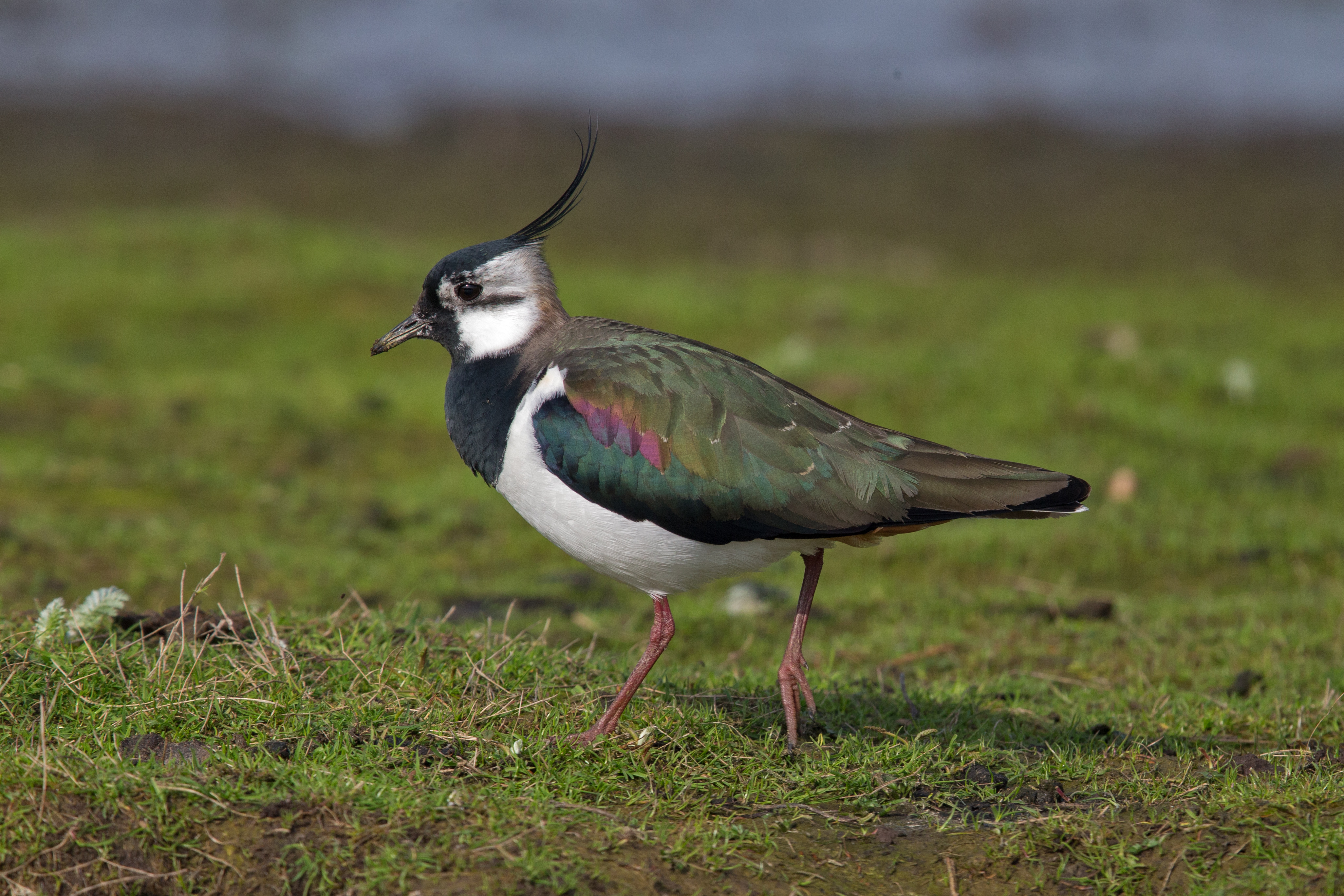
Tofsvipa

Naturreservatet utgörs av ett öppet jordbrukslandskap nära kusten med betesmarker och åkrar. Där finns grunda våtmarker som skapar goda betingelser för framför allt gäss, änder och vadare under flyttperioder, häckningstid och under övervintring. Där häckar bland andra tofsvipa, rödbena, storspov och skärfläcka och där finns en stor koloni av skrattmås.